# Barnstorming

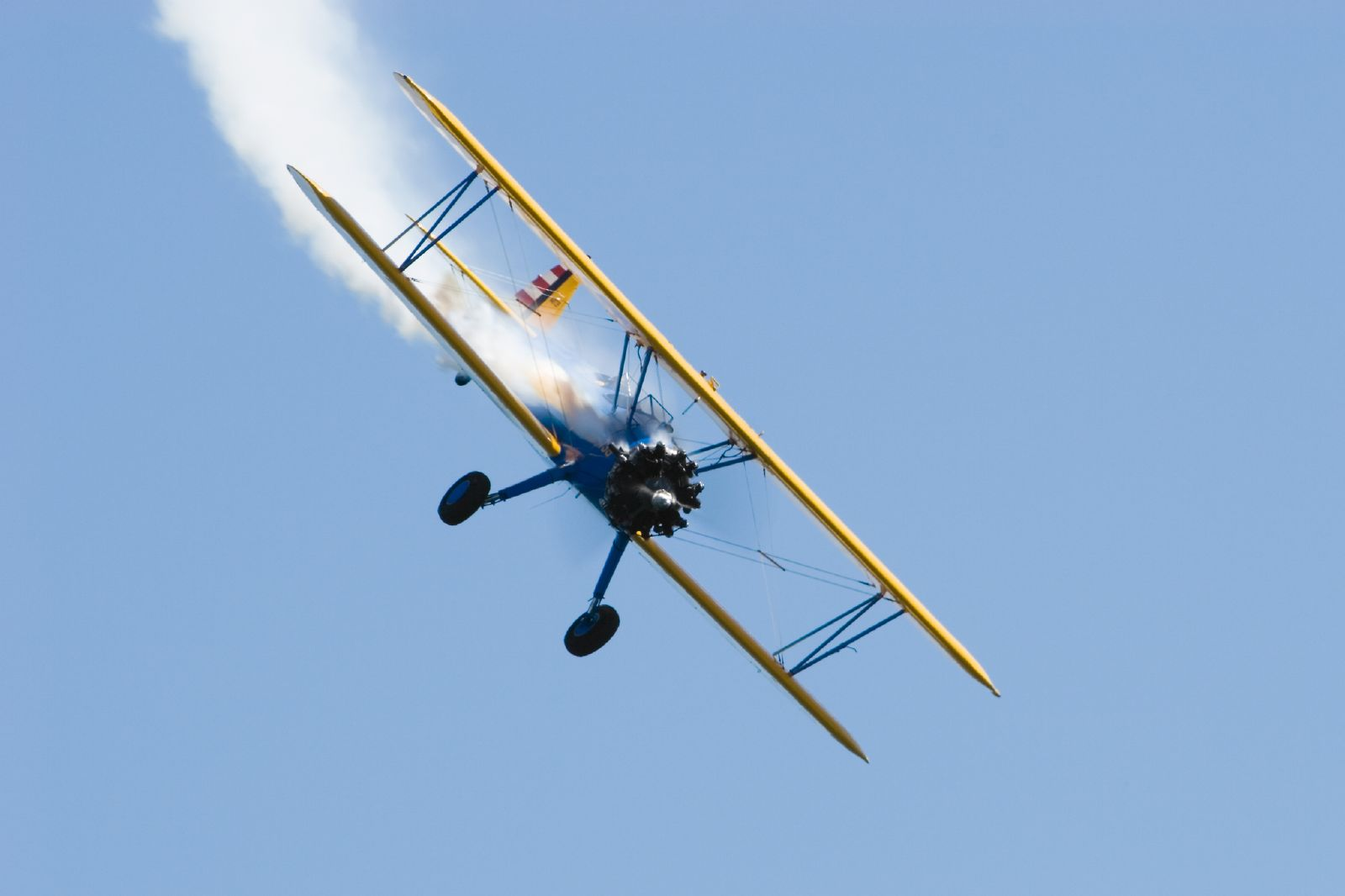
John Mohr Barnstorming

Il barnstorming era una forma di intrattenimento durante la quale un pilota o un gruppo di piloti (circhi volanti) volava eseguendo manovre acrobatiche. Questo fenomeno divenne popolare negli Stati Uniti durante gli anni ruggenti. I barnstormers erano piloti che volavano attraverso la nazione vendendo voli turistici e proponendo spettacoli acrobatici. Lo stesso Charles Lindbergh iniziò a volare in questo modo.

## Storia

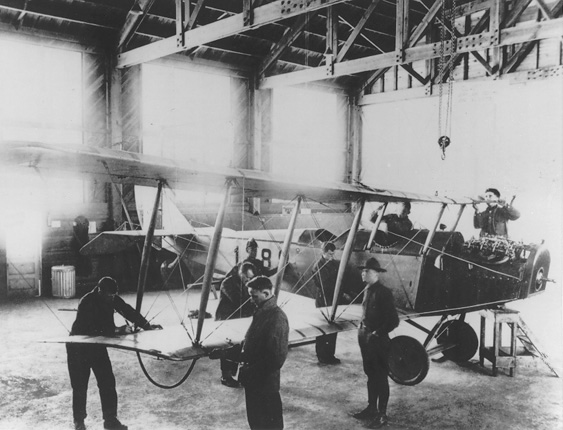
CURTISS JN-4 USAF in manutenzione

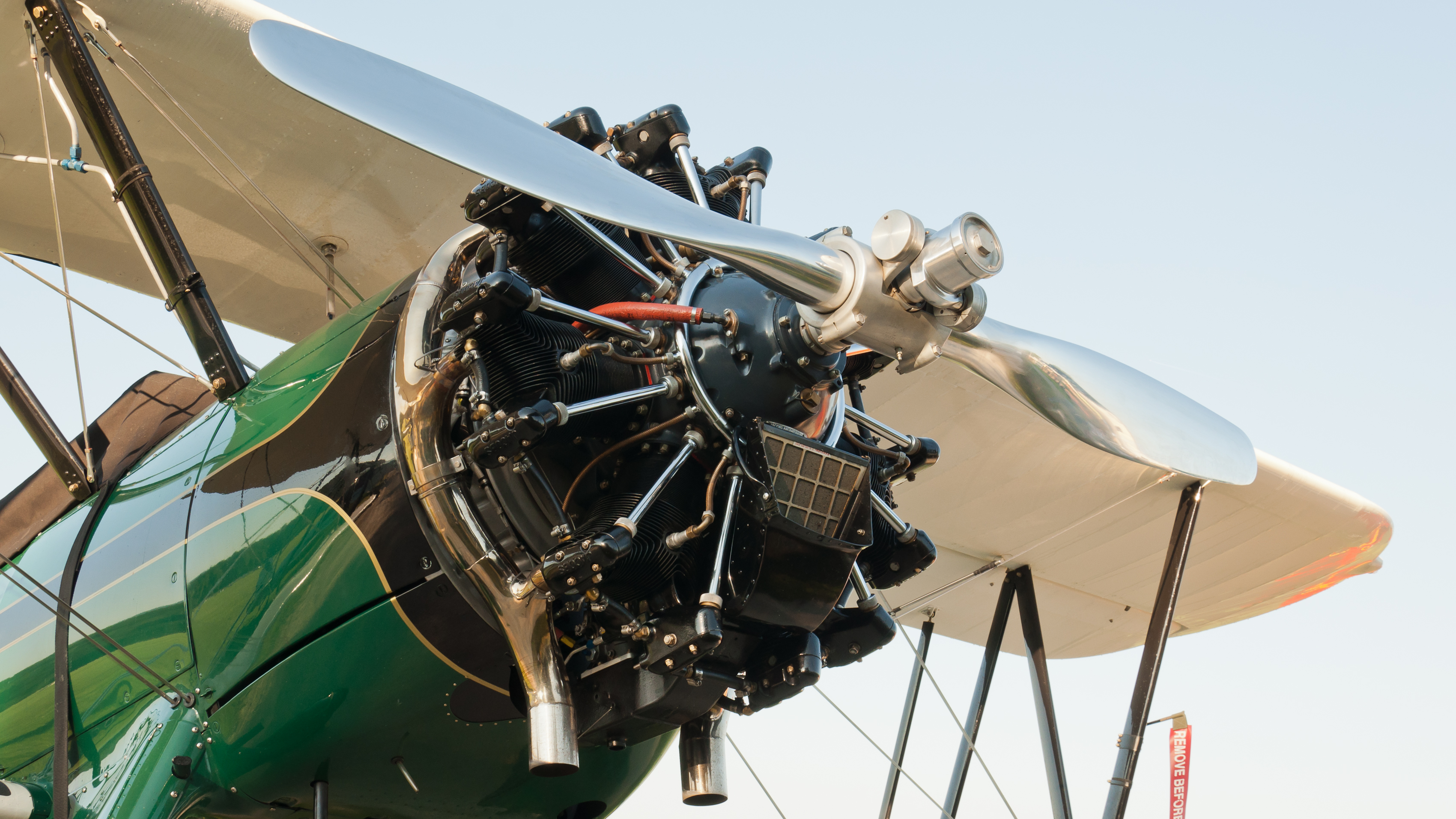
Boeing-Stearman E75 N5729N

Durante la Prima Guerra Mondiale gli Stati Uniti costruirono un numero significativo di biplani Curtiss JN-4 "Jenny" per addestrare i piloti dell'allora aeronautica militare ma praticamente tutti i piloti della forza armata impararono a volare usando questo modello di aereo. Dopo la guerra il Governo Federale degli Stati Uniti vendette il materiale militare in surplus, inclusi i biplani "Jenny" per un costo molto basso, ciò permise a molti avieri che già sapevano volare sul Curtiss JN-4 di acquistarne uno.
Contemporaneamente un gran numero di aziende costruttrici di aeroplani nacque e scomparve alle volte dopo aver prodotto solo una manciata di aerei. Molti di questi aerei però avevano dei design e delle strutture rivoluzionarie, le aziende fallirono perché non si ebbe lo sviluppo dell'industria aeronautica che si era prospettato. Molti degli aerei prodotti trovarono un impiego negli unici mercati attivi che erano la posta aerea, il barnstorming e il contrabbando. Molto spesso un aeroplano e il suo pilota prendevano parte a tutte e tre queste attività.
Insieme alla mancanza di regole federali per l'aviazione, tutti questi fattori permisero al barnstorming di svilupparsi.

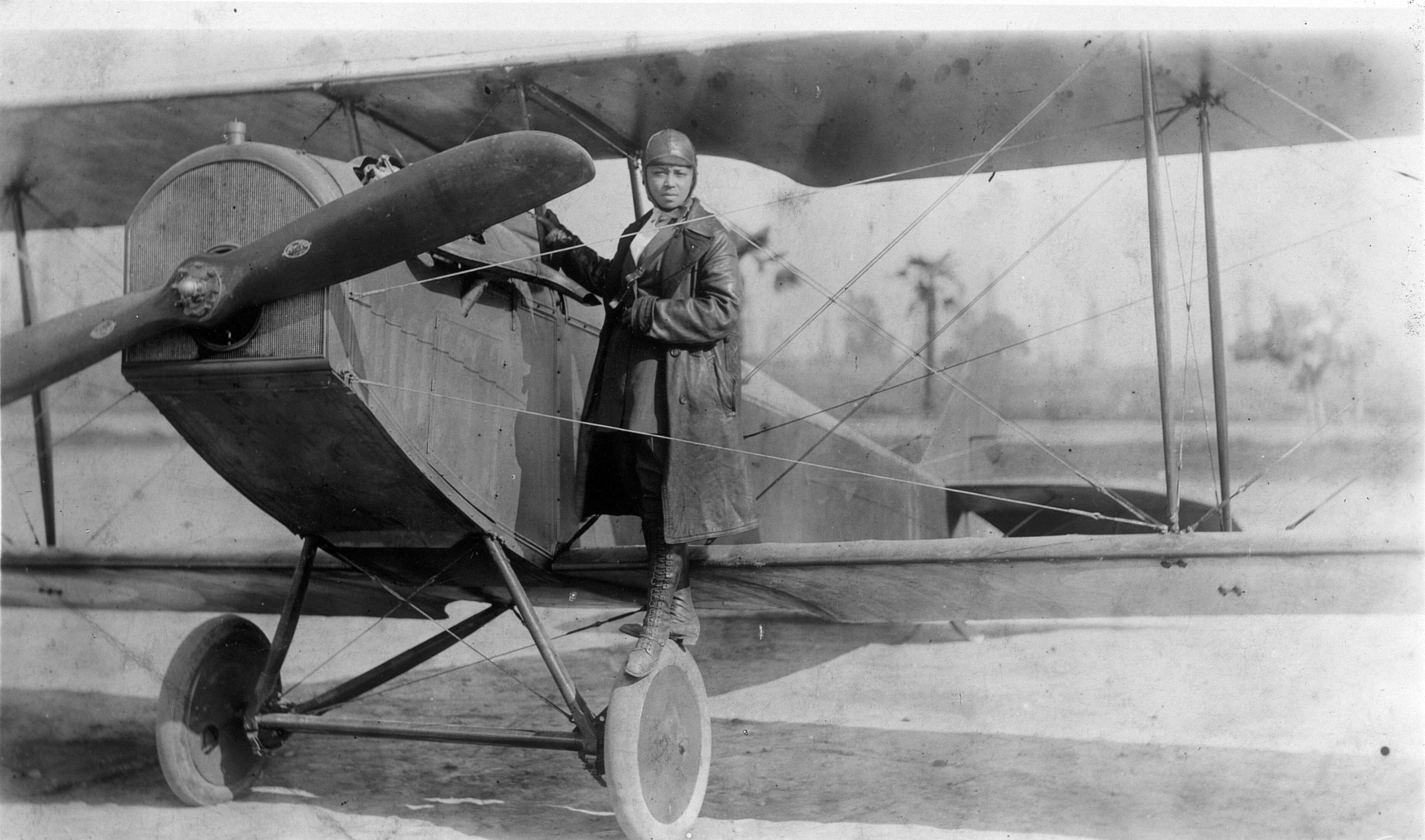
Bessie Coleman con il suo aereo nel 1922

Il barnstorming non era praticato solo da ex piloti militari, ma anche da donne e ragazzi. Il 18 luglio 1915 Katherine Stinson fu la prima donna al mondo ad eseguire un looping. Bessie Coleman, un'afro-americana, non solo elettrizzò il pubblico con le sue performance ma divenne anche un modello per tutte le donne afro-americane, combattendo anche contro la segregazione razziale.
Lo stesso Charles Lindberg, durante i suoi primi anni da pilota, praticò il barnstorming.
La sensazionale prosperità che caratterizzò la Jazz Age negli Stati Uniti permise al barnstorming di prosperare e di pubblicizzare il settore aeronautico. Nel 1925 il governo degli Stati Uniti iniziò a regolamentare l'aviazione approvando il Contract Air Mail Act, che permetteva al Servizio Postale degli Stati Uniti di appaltare a compagnie aeree private la distribuzione della posta, con pagamenti basati sul peso della posta trasportata. L'anno successivo il presidente Calvin Coolidge firmò l'Air Commerce Act, che spostò la responsabilità della gestione delle rotte aeree a una nuova sezione del dipartimento del commercio che era anche responsabile dell'abilitazione di piloti e aerei, stabilendo norme di sicurezza e un piano di sviluppo generale.
A partire dal 1927 lo spirito di competizione tra i barnstormer portò ad un aumento della pericolosità delle esibizioni e ad un numero maggiore di incidenti che portarono a nuove regolamentazioni per salvaguardare la sicurezza, che a loro volta portarono ad una riduzione dell'attività dei barnsotormer. Il governo federale spinto dalla necessità di salvaguardare il pubblico dei barnstormes e dalle pressioni politiche dei piloti delle compagnie aeree che protestavano contro il barnstorming che sottraeva loro clienti e merci, emanò delle leggi stringenti che regolamentavano la allora nascente aviazione civile commerciale.
Le leggi includevano delle richieste di sicurezza che per i barnstormer erano impossibili da osservare, comprese anche delle regolamentazioni per i voli a bassa quota e per le quote minime per le esibizioni in volo (rendendo oltre tutto difficile per gli spettatori osservare le manovre acrobatiche). L'aeronautica cessò la vendita dei "Jenny" a partire dalla fine degli anni '20. Clyde Edward Pangborn, che prese parte alla prima attraversata non-stop dell'Oceano Pacifico nel 1931, terminò in quell'anno anche la sua carriera di barnstormer.  Molti aviatori continuarono le loro scorribande attraverso gli Stati Uniti fino al 1941.
Molti moderni piloti volando su aeroplani vintage restaurati, o su accurate riproduzioni, continuano a tener viva la tradizione del barnstorming e offrono l'esperienza di volare su un biplano a cabina aperta (open cockpit) da una manciata di aeroporti distribuiti in tutti gli Stati Uniti.